# فردریک پیرو
فردریک پیرو (فرانسوی: Frédéric Pierrot‎؛ زادهٔ ۱۷ سپتامبر ۱۹۶۰) هنرپیشه اهل کشور فرانسه است. وی از سال ۱۹۸۶ تاکنون در بیش از ۸۵ فیلم و نمایش تلویزیونی ظاهر شده است.
از فیلم‌هایی که وی در آن نقش داشته است می‌توان به بچه رزماری، اعلان جنگ، همیشه موتسارت، جوان و زیبا، مارگریت و ژولین و بازگشتگان اشاره کرد.